# Canyon Village

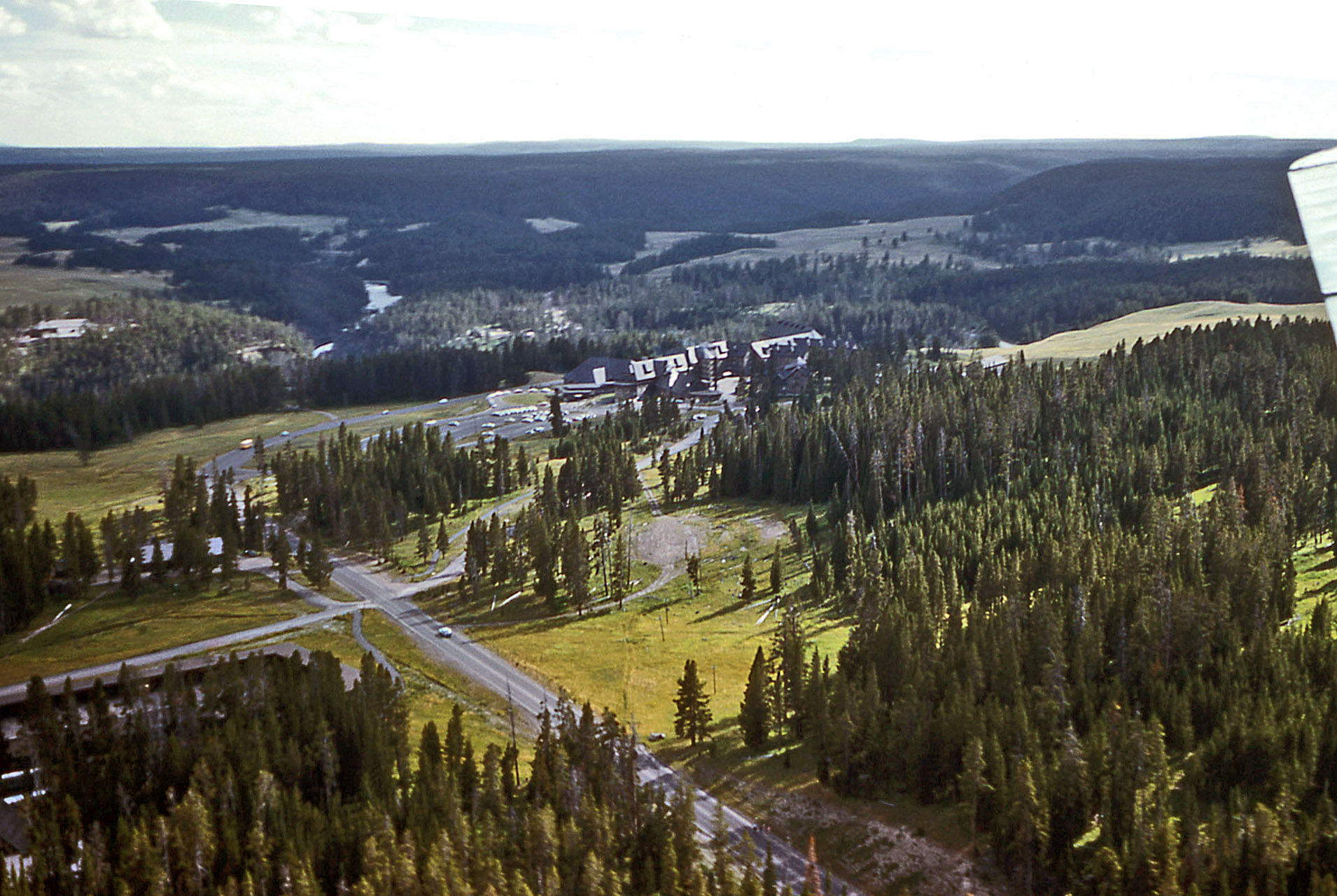
Okolice Canyon Village

Canyon Village - rejon turystyczny w Parku Narodowym Yellowstone w stanie Wyoming w Stanach Zjednoczonych. Wieś, której nazwa pochodzi od kanionu rzeki Yellowstone, położona jest na wysokości 2357 metrów nad poziomem morza na kalderze Yellowstone. Jest jednym z czterech głównych centrów turystycznych parku z zapleczem gastronomicznym i hotelarskim. Oprócz tego znajdują się tam także: poczta, sklepy z pamiątkami, stacja benzynowa, centrum informacji turystycznej, bankomat oraz pralnia. Część hotelowa jest rozległa, oferuje noclegi zarówno w hotelu jak i pod namiotem i w drewnianych domkach, możliwe jest także parkowanie kamperów. Większość infrastruktury została wybudowana w 1950 roku. W Canyon Village rangerzy oferują turystom w sezonie kilka spotkań i wycieczek dziennie, jest także możliwość ze skorzystania z jazdy konnej.